# Llibre de Job
El Llibre de Job és un dels llibres sapiencials de l'Antic Testament i explica la història de Job (en àrab Ayyub) i com va superar les proves que li va imposar Déu.

## Autor i datació
Popularment es considera que fou escrit pels volts de l'any 1473 aC per Moisès. L'antiga tradició jueva, encara que no de forma unànime, va atribuir el llibre a Moisès. El Talmud babilònic afirma: "Moisès va escriure el seu propi llibre, i els passatges referents a Balaam i Job". Però la majoria d'especialistes daten el llibre entre l'any 500 aC i l'any 250 aC. Pfeiffer, tenint en compte l'idioma arameu present en el text, el data a la darreria de la monarquia jueva. A més, la problemàtica tractada parla d'una datació fins i tot posterior, com a mínim després de les deportacions i en temps del profeta Malaquies, entre el 538 i el 330 aC.
L'evidència filològica ha demostrat que és fruit de la fusió de diverses fonts i que la major part va ser escrita entre els segles VI i V aC.
Per tant, tot i que l'autor potser era desconegut, l'obra és una mostra de sensibilitat i coneixements religiosos. L'apèndix que afegeix la traducció de la Septuaginta afirma que Job viu a Uz, entre els confins d'Idumea i Aràbia.
Malgrat que la temàtica del llibre és unitària, hi ha indicis d'una composició més complexa que es dedueix, per exemple, de l'ús de noms divins varis (Jahvè, Saddai, Eloah, Elohím). Per als erudits, les arengues de Elihú són afegides, d'una banda per la seva forma de raonament i, de l'altra, perquè el discurs anterior i posterior no les tenen en compte.

## Argument

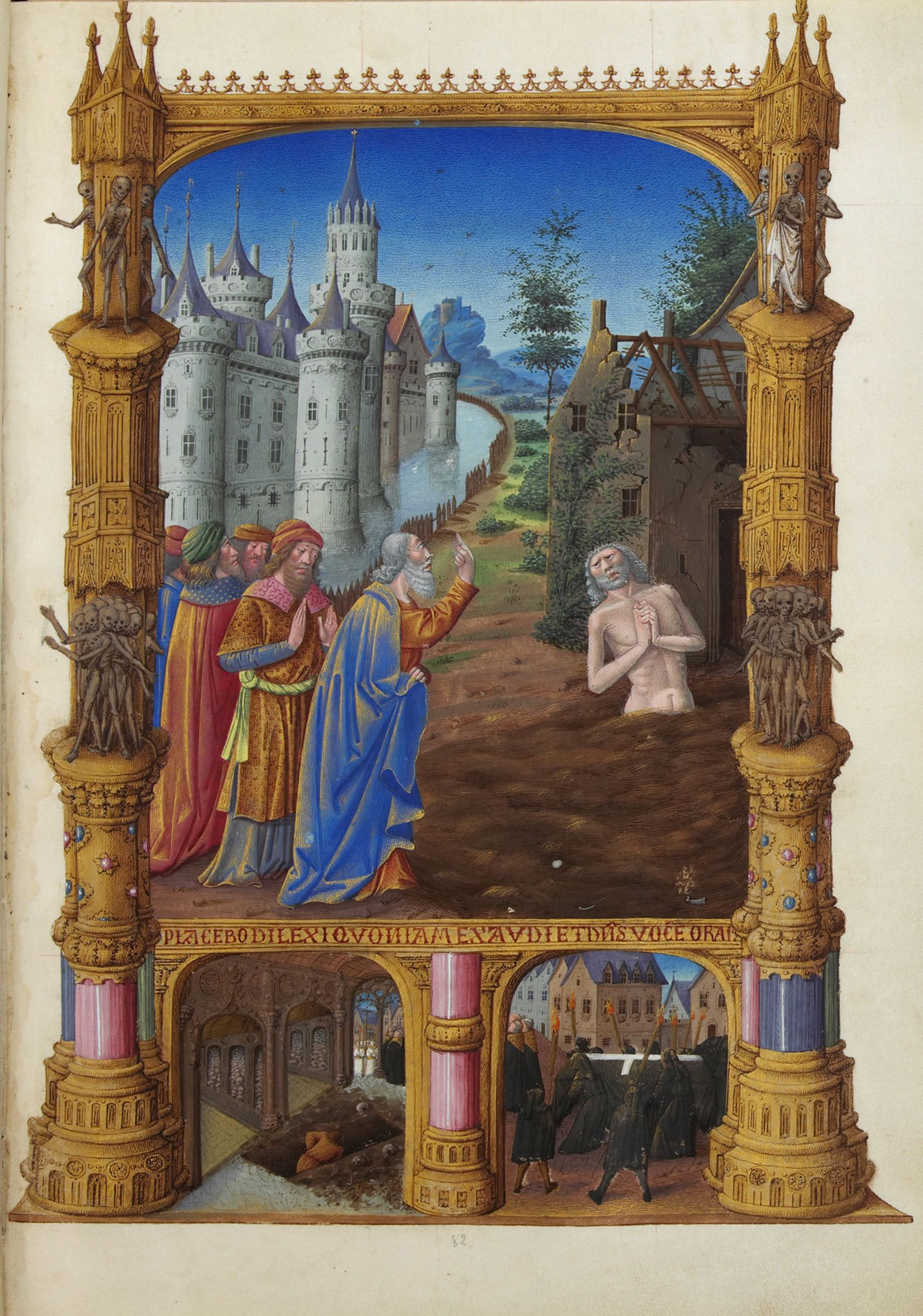
Job suporta les crítiques dels seus amics.

El tema central és la qüestió de la relació entre el patiment humà i la fe en Déu, ja que Job és castigat tot i la seva bona conducta (encara que després és premiat per com ho afronta). Apareix la figura de Satanàs, que anirà creixent en pes als llibres posteriors.
L'estructura del llibre consta d'un pròleg, de les tribulacions de Job i els diàlegs amb amics que el visiten, la resposta de Déu, i un epíleg. Els amics representen diferents postures sobre la fe i el mal, que Déu desautoritza afirmant que només Job té raó: la creença en Déu ha de superar l'adversitat, sense dubtar mai.

## Job 26:7
Alguns grups cristians fonamentalistes sostenen que el text de Job 26:7 confirma que la Bíblia és "inspirada per Déu", pel simple fet d'anticipar milers d'anys teories científiques no demostrades fins fa pocs segles. El text de Job afirma que "Déu estén el nord del cel damunt del buit, penja la terra sobre el no-res". Atès que a l'Antiguitat creien que la Terra era plana i sostinguda per elefants, tortugues o un gran gegant anomenat Atles, alguns creients veuen en aquest text la font divina.
Per contra, científics com Carl Sagan defensen que aquestes teories ja eren conegudes pels antics grecs. Anaximandre de Milet, al Plantilla:Segle VI, ja afirmava que la terra penjava sobre el no-res. I Eratòstenes, al Plantilla:Segle III, va descobrir que la Terra era corbada. Si s'accepta la datació del llibre que fan alguns erudits i que el situen entre el segle vi i el segle iii el text de Job 26:7 seria d'origen o influència grega.

## El Leviatan a Job
Job 41:1 descriu elLeviatan, una antiga criatura mítica creada el cinquè dia, segons el capítol primer del Gènesi. Alguns creuen que es tracta d'una criatura de la profunditat marina, el cocodril o, fins i tot entre les doctrines creacionistes, un dinosaure. Pot ser un dimoni sense cos espiritual descrit metafòricament. En demoniologia, és un dels guàrdies de les portes de l'infern. En hebreu modern significa "balena", però en hebreu antic significa "serp", i s'utilitza com a sinònim de "diable", tant en els Salms 74 com a Isaïes.

## Possibles influències
Alguns autors veuen al llibre de Job influències d'antigues obres egípcies, però especialment del poema mesopotàmic Ludlul bel nemeqi' ("Lloaré el Senyor de la Saviesa"), escrit en accadi, i que tracta del problema de l'injust patiment d'un home afligit, anomenat Shubshi-meshre-Shakkan.
El assiriòleg Samuel Noah Kramer al seu llibre "History Begins at Sumer: Thirty-Nine "Firsts" in Recorded History. (1956), fa una traducció d'un text sumeri on demostra un gran paral·lelisme amb la història bíblica de Job. El Professor Kramer assenyala que la versió hebrea té influència i deriva, d'alguna manera, de la versió predecessora sumèria.

## Contingut

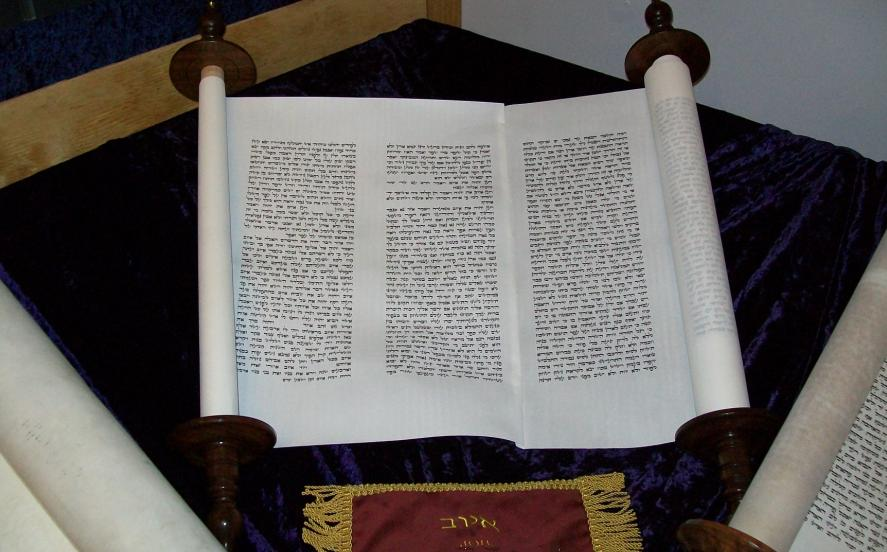

### Temàtica
És evident el patiment de l'innocent. Ja des de la més remota Antiguitat els pensadors han donat voltes al complex problema de l'home bo que pateix i del dolent que és feliç. Fins i tot Plató es preocupà per aquest afer i hi donà una formulació precisa, tot i que sense trobar-hi una solució que no topés contra la filosofia i la moral.
Diversos mites grecs es refereixen a temes semblants: Prometeu és culpable, però l'enormitat del seu càstig el rebel·la; Èdip Rei pateix el càstig dels déus per un pecat que ell no era conscient d'estar cometent; Hèracles no ha pecat, però els cops dels déus l'aixafen.
En aquest llibre el protagonista és un home religiós, bo i just a qui Déu permet que Satanàs sotmeti a nombroses i terrorífiques proves. Mentre Job pateix sota les entremaliadures del Mal, tres bons amics intenten consolar-lo, i proven de convèncer-lo que si pateix és per culpa dels seus propis pecats. Job s'enutja i es defensa, car ell sap que això és una falsedat, i rebutja aquest argument amb energia. Quan apareix un quart amic que explica que el patiment tempera l'ànima i l'esperit, Job continua queixant-se'n. Finalment, Jahvè en persona es fa present, reprèn Job per no haver acceptat la Seva voluntat i per les queixes, i retorna el protagonista a la seva antiga felicitat.

### Gènere literari i estil
Per alguns creients, el llibre de Job és real i vertader, així com els altres llibres bíblics. Per altres, el llibre es considera poètic. Hi ha en el text al·lusions a llocs existents en la realitat com ara Al-Amārna, i clars derivats de les tradicions orientals ja mencionades (que també s'originen normalment en fets reals). Els elements de veritat mai no poden descartar-se en la literatura bíblica d'aquest període.

### Estructura
Consta d'un inici i un final força breus en prosa. El gruix del llibre (ço és, del capítol 3 al 42) és un poema. El poema alhora es divideix en els tres discursos dels amics de Job (Elifaz, Bildat i Sofar) amb les seves corresponents rèpliques. Continua després amb un altre discurs, ara d'Elihú, i els dos de Javhè.
El llibre de Job consta de cinc seccions ben diferenciades:
- Un pròleg en prosa (capítols 1 i 2).

- Una sèrie de discursos dramàtics que tenen lloc entre Job i tres dels seus amics, Elifaz, Bildat i Sofar (caps. 3-31).

- Un diàleg entre Job i Elihú, un quart amic (caps. 32-37).

- Discursos de Déu "des del si de la tempestat" (caps. 38-41).

- Un breu epíleg en prosa (capítol 42).

### El problema de la retribució al llibre de Job
Les argumentacions d'Elifaz tenen els següents passos: l'innocent no pot morir, el pecat és sempre castigat, Déu veu faltes en tothom (àdhuc Job). El càstig que Job rep és, per tant, correctiu. Les de Bildat parlen de la diversa sort que espera al just i a l'injust. I les de Sofar defensen que les faltes són castigades fins i tot si són inconscients.
Job es defensa afirmant contínuament la seva innocència. Tanmateix, arriba a afirmar una certa arbitrarietat que potser dirigeix l'actuació de Déu i a la qual no hi ha manera d'oposar-se.
Elihú, per la seva part, afirma que Déu prova els justos amb patiments per a educar-los i forçar-los al clamor confiat en Déu salvador.
La resposta de Jahvè dona a entendre que no entra en el debat precisament per la seva transcendència. Se sap que hi ha una resposta, però Déu no l'ha revelat encara, i mostra sobretot la saviesa de la seva creació com a prova que no hi ha cap arbitrarietat en la seva actuació, sinó un designi misteriós que en el seu moment es donarà a conèixer.

### Problemes filosòfics i teològics plantejats

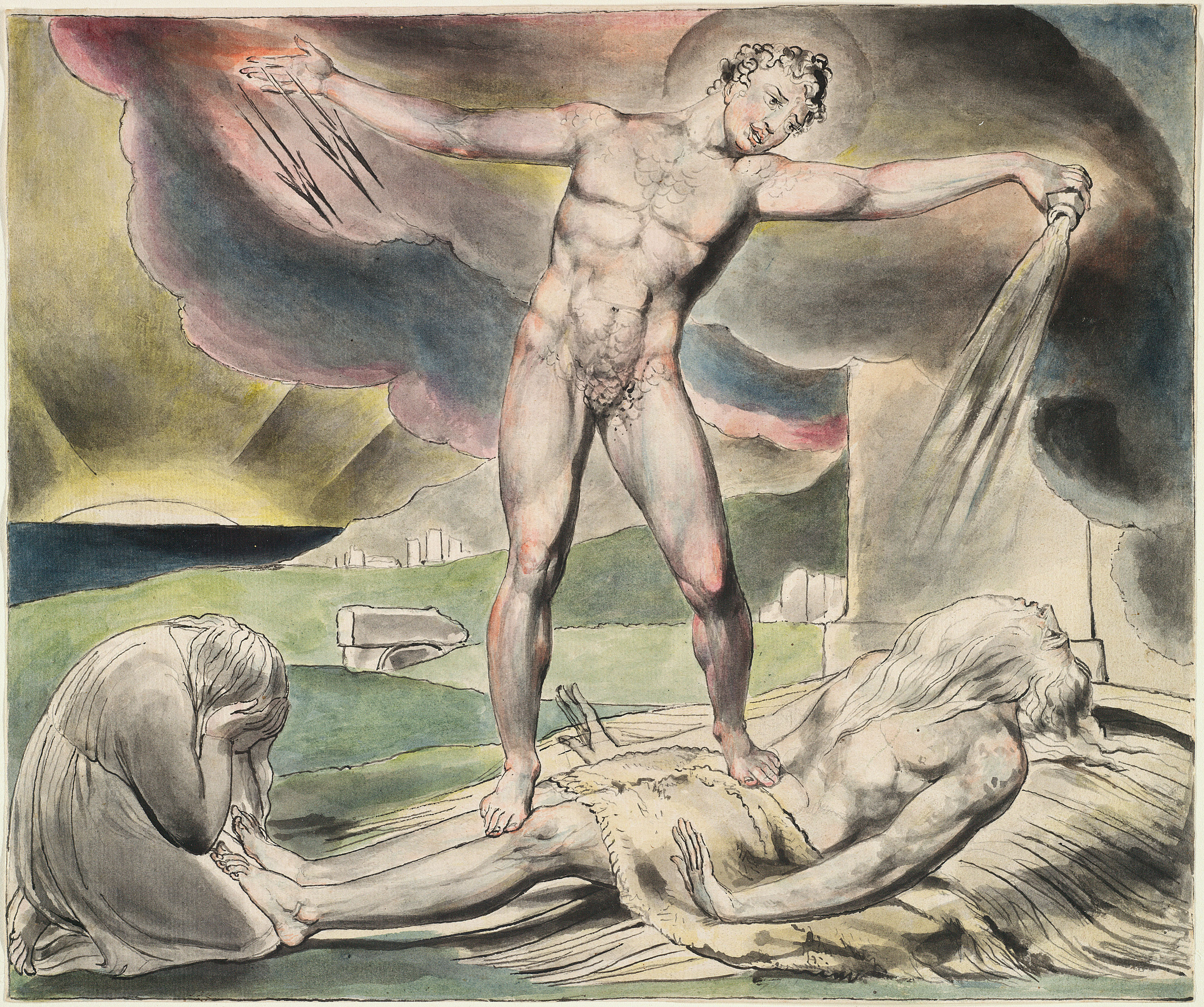
El Diable cobreix Job amb pústules

Des del punt de vista de la mentalitat jueva, el problema que ofereix el llibre de Job és força complex. Per al jueu, tot el Bé i tot el Mal provenen de Déu, perquè Ell ho ha creat tot. Déu, alhora, és completament just i observa una moralitat completa. Com és possible, doncs, que sotmeti Job a l'aparent injustícia que es narra al llibre?
Correspongué, llavors, estudiar la forma en què Déu opera la Seva justícia. La resposta dels llibres bíblics és que:
1. Déu exerceix la justícia al món real.
2. Déu exerceix la justícia en forma col·lectiva.

En temps antics, els hebreus no creien en una vida d'ultratomba i, per tant, tampoc en premis o càstigs després de la mort. Aquests conceptes es presenten per primera vegada a Macabeus i al Llibre de la Saviesa. Si bé els morts gaudeixen al Sheol d'una espècie de "semi-vida", a l'Infern dels antics jueus no s'hi discriminava els bons dels dolents. Déu, per tant, manifesta la seva justícia en aquest món.
D'altra banda, la convicció que la deïtat exerceix la justícia sobre tota la comunitat deriva, naturalment, de l'estructura social de clans que dominava la vida dels jueus primitius. També rau aquí la forta solidaritat que aglutina els jueus (pateixen plegats les penes i gaudeixen plegats la bonança). Tots els llibres sagrats obeeixen aquesta filosofia, que és molt visible al Deuteronomi, a Josuè, a Jutges, Samuel i a Primer dels Reis. Més tard, a Ezequiel, apareix entre els israelians el concepte de responsabilitats, premis i càstigs individuals.
El problema, llavors, es converteix en insoluble des del punt de vista de Job. No està patint pels pecats dels avantpassats (una forma primitiva de pecat original), ni pels dels seus amics o veïns. El diàleg amb els seus consoladors tendeix a ignorar fins i tot la intervenció demoníaca en les seves penes.
El teòleg jueu antic intentà justificar els inexplicables patiments de Job a través d'algun pecat ja oblidat o de faltes amagades i mai narrades al llibre. Des d'un punt de vista més modern, es retorna a l'acció malèfica del Diable i al concepte del lliure arbitri, condició necessària perquè es consumi l'aliança de Déu amb el Seu poble. Si el Dimoni no existís, l'Home no podria triar entre el Bé i el Mal (que Job tria parcialment en increpar Déu pel seu dolor).
Per aquestes complexitats, i per d'altres, s'ha arribat a anomenar Job el de més intensitat de l'Antic Testament.